# Canton de Saint-Amans
Le canton de Saint-Amans était une division administrative française, située dans le département de la Lozère.

## Composition
| Nom                      | Code Insee | Intercommunalité      | Superficie (km2) | Population (dernière pop. légale) | Densité (hab./km2) |
| ------------------------ | ---------- | --------------------- | ---------------- | --------------------------------- | ------------------ |
| Saint-Amans (chef-lieu)  | 48133      | CC Randon - Margeride | 9,98             | 155 (2014)                        | 16                 |
| Estables                 | 48057      | CC Randon - Margeride | 32,89            | 171 (2014)                        | 5,2                |
| Lachamp                  | 48078      | CC Randon - Margeride | 25,89            | 176 (2014)                        | 6,8                |
| Les Laubies              | 48083      | CC Randon - Margeride | 22,80            | 171 (2014)                        | 7,5                |
| Ribennes                 | 48126      | CC Randon - Margeride | 24,97            | 163 (2014)                        | 6,5                |
| Rieutort-de-Randon       | 48127      | CC Randon - Margeride | 62,34            | 774 (2014)                        | 12                 |
| Saint-Denis-en-Margeride | 48145      | CC Randon - Margeride | 38,67            | 172 (2014)                        | 4,4                |
| Saint-Gal                | 48153      | CC Randon - Margeride | 9,88             | 97 (2014)                         | 9,8                |
| Servières                | 48189      | CC Randon - Margeride | 19,38            | 182 (2014)                        | 9,4                |
| La Villedieu             | 48197      | CC Randon - Margeride | 22,79            | 30 (2014)                         | 1,3                |

## Démographie
| 1962  | 1968  | 1975  | 1982  | 1990  | 1999  | 2006  | 2011  | 2012  |
| ----- | ----- | ----- | ----- | ----- | ----- | ----- | ----- | ----- |
| 3 316 | 2 842 | 2 445 | 2 261 | 1 946 | 1 877 | 2 056 | 2 099 | 2 094 |

## Représentation
Sources : Annuaires du département de la Lozère. https://gallica.bnf.fr/ark:/12148/cb326955871/date

### Conseillers généraux de 1833 à 2015
| Période | Période      | Identité                                                | Étiquette                                   | Qualité |
| ------- | ------------ | ------------------------------------------------------- | ------------------------------------------- | --- |
| 1833    | 1852         | Jean-François Pagès                                     |                                             | Substitut du Procureur à Mende Adjoint au Maire de Ribennes                                                 |
| 1852    | 1871         | Odilon Laurans Monteil de Charpal (1798-1882)           |                                             | Notaire - Maire de Mende (1844-1848) Président du Conseil Général (1861-1862)                               |
| 1871    | 1874         | Charles Rivière de Larque                               |                                             | Maire de Ribennes                                                                                           |
| 1874    | 1886         | Comte Clément de Florit de Latour de Clamouse de Corsac | Droite                                      | Maire de Servières                                                                                          |
| 1886    | 1892         | Guillaume Crueize                                       | Républicain                                 | Directeur de la ferme-école de Chazeirolettes à Fontans (Lozère)                                            |
| 1892    | 1898         | Théophile Bourrillon                                    | Républicain                                 | Maire d'Arzenc-de-Randon                                                                                    |
| 1898    | 1901 (décès) | Charles de Rivière de Larque                            | Républicain                                 | Maire de Ribennes                                                                                           |
| 1901    | 1904         | Julien Tardieu                                          | Conservateur                                | Maire d'Estables (1888-1935)                                                                                |
| 1904    | 1910         | Henri Troupel                                           | Républicain                                 | Chef du service vétérinaire départemental à Mende, conseiller d'arrondissement                              |
| 1910    | 1926 (décès) | Charles Talansier                                       | Libéral                                     | Ingénieur des Arts et Manufactures Maire de Ribennes                                                        |
| 1926    | 1940         | Marius Chalmeton                                        | URD                                         | Avocat à Marvejols Maire de Ribennes Nommé conseiller départemental en 1942                                 |
|         |              |                                                         |                                             | |
| 1945    | 1949         | Gustave Hébrard                                         | Mouvement Unifié de la Résistance Française | Ancien résistant FFI, Ribennes                                                                              |
| 1949    | 1961         | René Guillen                                            | Républicain puis Rad.                       | Maire de Rieutort-de-Randon (1965-1971)                                                                     |
| 1961    | 1992         | Denis Salaville                                         | DVD puis UDF                                | Contrôleur de la Mutualité sociale agricole Député (1977-1978) Maire de Rieutort-de-Randon (1971-1989)      |
| 1992    | 2004         | Francis Saint-Léger                                     | RPR puis UMP                                | Ingénieur Maire de Rieutort-de-Randon (1989-2008) Conseiller régional (2004-2010) Député (2002-2012)        |
| 2004    | 2015         | Patrice Saint-Léger (Frère du précédent)                | DVD                                         | Vétérinaire Maire de Rieutort-de-Randon (2008-2018) Elu en 2015 dans le Canton de Saint-Alban-sur-Limagnole |

### Conseillers d'arrondissement (de 1833 à 1940)
| Période                                  | Période | Identité                          | Étiquette   | Qualité |
| ---------------------------------------- | ------- | --------------------------------- | ----------- | --- |
| 1833                                     | 1855    | Hypolite Brun                     |             | Expert, maire de Ribennes, juge de paix                                                                     |
| 1855                                     | 1871    | Augustin Vincent Brun             |             | Notaire, maire de Saint-Amans (1856-1879 et 1882-1885)                                                      |
| 1871                                     | 1877    | Stanislas Trousselier (1840-1891) |             | Propriétaire rentier, maire des Laubies (1871-1876)                                                         |
| 1877                                     | 1883    | Isidore Charbonnel (1823-1900)    |             | Propriétaire à Coulagnettes, Saint-Amans                                                                    |
| 1883                                     | 1901    | François-Xavier Bonnet            |             | Maire de Rieutort (1870-1904)                                                                               |
| 1901                                     | 1904    | Henri Troupel                     | Républicain | Chef du service vétérinaire départemental à Mende                                                           |
| 1904                                     | 1919    | Urbain Barlet                     |             | Propriétaire à Saint-Amans                                                                                  |
| 1919                                     | 1922    | Henri Bernon                      |             | Maire de Rieutort (1919-1941)                                                                               |
| 1922                                     | 1940    | Alexandre Moure                   | Droite      | Propriétaire, maire des Laubies (1910-1944)                                                                 |
| 1940                                     |         |                                   |             | Les conseils d'arrondissement ont été suspendus par la loi du 12 octobre 1940 et n'ont jamais été réactivés |
| Les données manquantes sont à compléter. |         |                                   |             | |